# Пандовый чай
Пандовый чай (китайский: 熊猫茶), или чай из навоза панды производится в горном районе Яань провинции Сычуань, Китай, представляет собой разновидность чая, удобренного навозом панд.
В 2011 году китайский бизнесмен Ан Яньши из провинции Сычуань, главного места жительства панд, запатентовал пандовый чай, представляющий собой зеленый чай, кусты которого удобряются при выращивании  экскрементами панды.  Для осуществления своего плана Ан открыл небольшую чайную плантацию и собрал несколько тонн экскрементов панд.
Пандовый чай официально поступил на рынок в апреле 2012 года, став самым дорогим чаем в мире: 50 граммов (приблизительно 16 чашек чая) продавались по цене 3500 долларов. Большинство потребителей используют около трёх граммов на чашку, то есть каждая заваренная порция обходится примерно в 200 долларов за чашку. Местный предприниматель, производящий чай из навоза панд, утверждает, что этот чай полезен для здоровья, учитывая, что панды потребляют только дикий бамбук и усваивают только около 30% питательных веществ.
Пандовый чай не единственный пример использования экскрементов панд в коммерческих целях, взрослые особи производят до 20 килограммов в день. В заповеднике для панд из них делают рамки для картин и прочие сувениры, а один китайский скульптор даже изваял из них копию статуи Венеры Милосской.